# Gyrophanopsis
Gyrophanopsis Jülich – rodzaj grzybów z rzędu żagwiowców (Polyporales).

## Charakterystyka
Grzyby kortycjoidalne o owocniku rozproszonym, rozpostartym, przyrośniętym, błoniastym. Górna powierzchnia (hymenialna) gładka, brzeg przerzedzony, brak ryzomorfów. System strzępkowy monomityczny, strzępki ze sprzążkami, szkliste, dobrze widoczne, cylindryczne, o cienkich lub nieco pogrubionych ścianach. Występują szkliste, cylindryczne, nieco grubościenne, inkrustowane septocystydy. Podstawki wąsko maczugowate, 4-sterygmowe z bazalną sprzążką. Bazydiospory elipsoidalne, gładkie, nieco grubościenne, szkliste, w nieamyloidalne, cyjanofilne
Gyrophanopsis został wydzielony z rodzaju Hypochnicium  z powodu charakterystycznych, inkrustowanych septocystyd. Powiązania filogenetyczne są niejasne.

## Systematyka i nazewnictwo
Pozycja w klasyfikacji według Index Fungorum: Incertae sedis, Polyporales, Incertae sedis, Agaricomycetes, Agaricomycotina, Basidiomycota, Fungi.
Synonimy naukowe: Hyphodermopsis Jülich.
Gatunki:
- Gyrophanopsis japonica N. Maek. & Kogi 2023[4]
- Gyrophanopsis polonensis (Bres.) Stalpers & P.K. Buchanan 1991 – tzw. nalotnica polska
- Gyrophanopsis zealandica (G. Cunn.) Jülich 1979

Nazwy naukowe na podstawie Index Fungorum. Nazwa polska według Władysława Wojewody. Jest niespójna z aktualną nazwą naukową.